# Cuisine régionale japonaise
De par la nature même de l'archipel japonais, composé de nombreuses îles et s'étendant sur plus de 3 500 kilomètres, la cuisine japonaise est avant tout une cuisine de région (voire locale) où certains principes majeurs se déclinent au gré des goûts et des ingrédients locaux à disposition. Il en résulte une très grande diversité de plats, que l'on désigne habituellement sous le terme kyōdo ryōri (郷土料理) (spécialités régionales).
Certaines de ces spécialités sont devenues nationales et se sont répandues à travers tout le Japon, comme l'okonomiyaki et les sushis dans leur version initialement spécifique à Edo (maintenant Tokyo). Dans le sens contraire, des plats connus dans tout le Japon connaissent des déclinaisons locales : la soupe zoni, par exemple, est aromatisée dans la partie est du pays plutôt avec de la sauce soja alors qu'on lui préfère dans la partie ouest, du miso.
On peut aussi distinguer des préférences régionales sur l'alimentation, entre le nord-est (dont le Kantō) et le sud-ouest (dont le Kansai) du pays, selon une frontière imaginaire traversant le Kōshinetsu (Chūbu) :
| Préférences : | assaisonnement | imo            | viandes      | pâtes |
| ------------- | -------------- | -------------- | ------------ | ----- |
| Nord-est      | sel            | pomme de terre | porc         | soba  |
| Sud-ouest     | vinaigre       | patate douce   | poulet, bœuf | udon  |

Le terme de meibutsu (名物, « spécialités ») peut aussi désigner certains plats locaux, même s'il désigne essentiellement des produits régionaux (des fruits par exemple, des gâteaux à offrir (miyagegashi) ou encore des poteries).

## Liste de spécialités régionales

### Hokkaidō

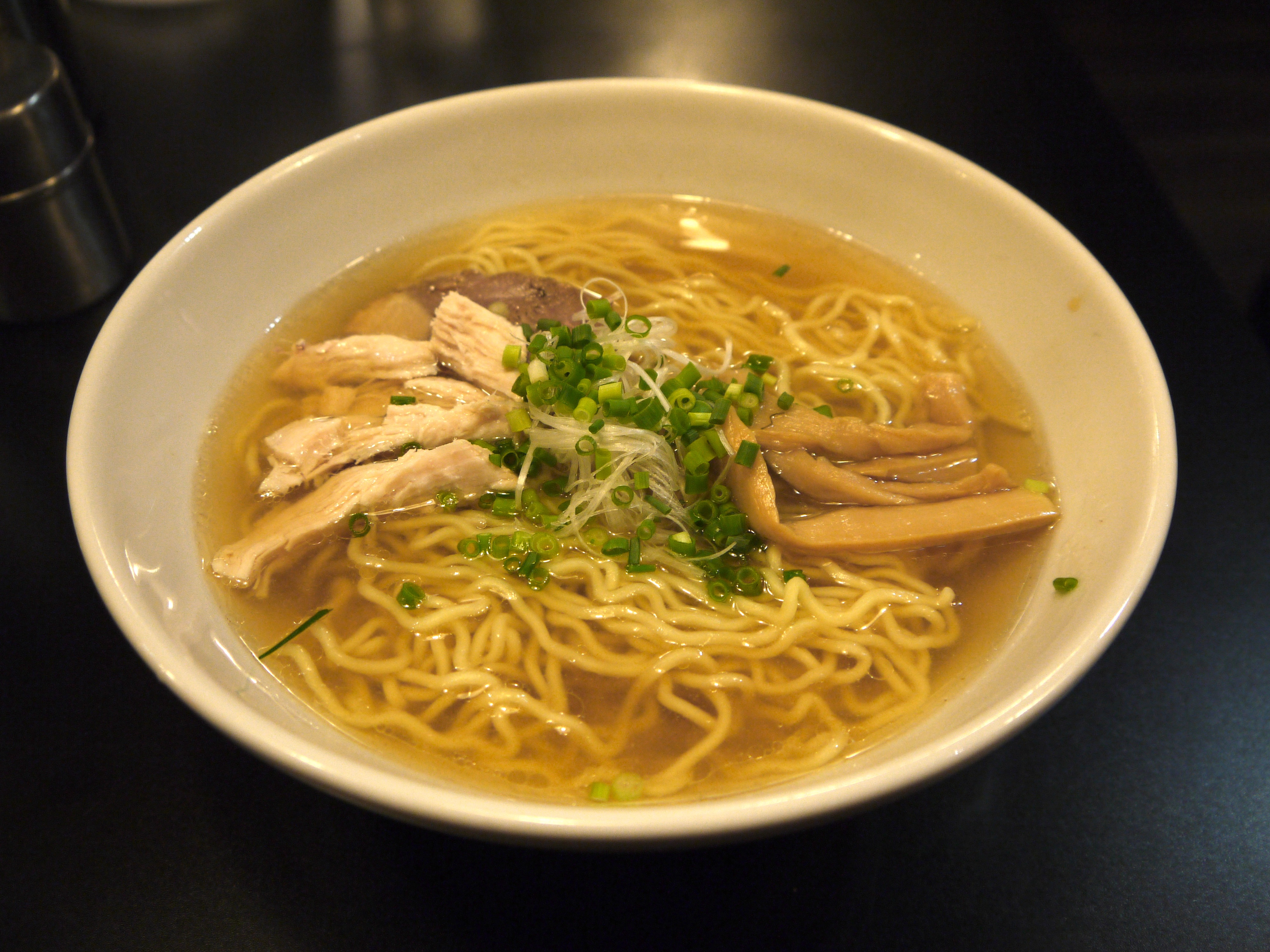
Shio rāmen de Sapporo

- Genghis Khan Barbecue : agneau et légumes grillés.
- Ishikari nabe : un nabemono de saumon et de légumes dans un bouillon de miso.
- Ruibe (en) : une spécialité aïnou. Saumon glacé en fine tranche semblables à du sashimi.
- Sanbei-jiru : une soupe miso hivernale avec du saumon et des légumes (daikon, carotte, pomme de terre et oignons.
- Chanchan-yaki : spécialité de villages de pêcheurs. Saumon grillé aromatisé avec du miso et des germes de haricots mungo.
- Ramen d'Hokkaidō : plusieurs villes d'Hokkaidō ont leur variantes des ramen, celle de Sapporo étant connue dans tout le Japon.
- Ika somen : calmar coupé finement et formant des « nouilles », qui sont mangées après avoir été trempées dans une sauce comme le somen (région d'Hakodate).

### Tohoku

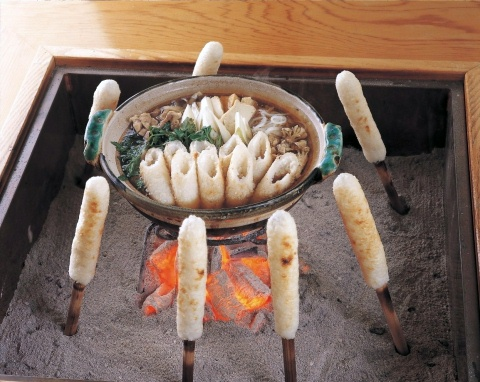
Kiritanpo

- Ichigo-ni : bouillon de rogue d'oursin et d'abalone (côte pacifique de la préfecture d'Aomori).
- Jappa-jiru (ou zappa jiru) : soupe d'intestins de poisson (souvent du saumon ou du cabillaud) et de légumes (préfectures d'Aomori et d'Akita).
- Senbei-jiru : une soupe de soja contenant des gâteaux de riz et des légumes (région d'Hachinohe).
- Wanko soba (en) : soba dans de petits bols qui sont remplis régulièrement (préfecture d'Iwate).
- Morioka reimen (en) : une variation du naengmyeon, une soupe froide nord-coréenne introduite par des immigrants dans la ville de Morioka.
- Harako-meshi : du riz cuit dans un bouillon de soja et de saumon servi avec des ikura (œufs de saumon) en tant que garniture.
- Kiritanpo (en) : gâteaux de riz pilé enroulés autour d'une brochette et grillés. Mangés avec du miso ou cuit avec du poulet et des légumes comme un nabemono.
- Dondon-yaki : okonomiyaki enroulé autour d'un bâton de bois pour pouvoir être emporté facilement (Yamagata) ou plié en 2 (Sendai).
- Gyutan (en) : langue de bœuf, habituellement grillée, mais qui peut être préparée de multiples façons, même crue en sashimi (Sendai).

### Chūbu et Kantō

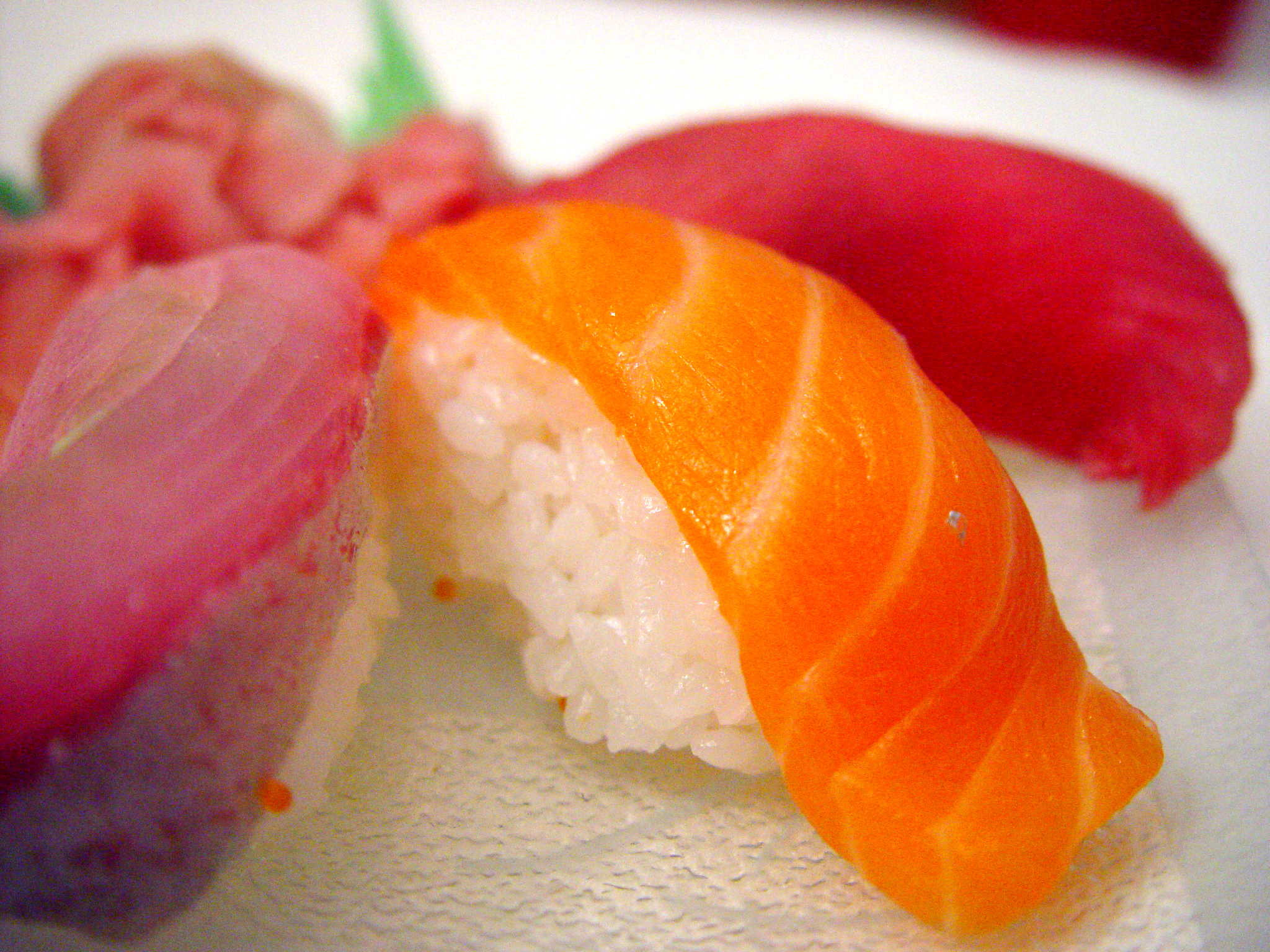
Des sushis

- Inago no tsukudani : inago (un type de criquet) mijoté dans le soja (communautés rurales des préfectures de Yamagata, Nagano et Gunma).
- Hōtō : udon, nouilles mijotées dans un bouillon de miso avec des légumes comme la citrouille, les pommes de terre, des champignons et éventuellement de la viande, habituellement servies dans un pot en fonte.
- Monja-yaki : un type d'okonomiyaki mais moins lié et mangé directement sur la plaque de cuisson en utilisant une spatule en métal, qui provient des classes ouvrières de Tokyo.
- Yanagawa nabe et dojō nabe : nabemono de carpe cuit dans un pot. Yanagawa nabe contient aussi de la racine de bardane et un œuf (classe ouvrière de Tokyo).
- Sushi : le sushi connu mondialement est un type de sushi connu au Japon comme edo-mae-zushi (sushi de la baie d'Edo), est originaire du Tokyo des années 1820, appelé alors Edo.
- Masuzushi (en) : truite cuite à la vapeur enroulée dans des feuilles de bambou, disposée sur un lit de riz (préfecture de Toyama).
- Jibu-ni : typique de la cuisine régionale de Kanazawa et des environs de la préfecture d'Ishikawa. C'est un type de ragoût à base de viande de canard ou de poulet enduite de farine de blé, de seitan, de légumes et de champignons, mijoté dans un bouillon dashi[3],[4]. Il est souvent servi lors d'un kaiseki[5].
- Sauce katsudon : katsudon avec de la sauce Worcestershire (Komagane et préfecture de Fukui).
- Miso nikomi udon : udon mijoté dans un bouillon avec du hatcho-miso (région de Nagoya).
- Miso-katsu : tonkatsu avec une sauce miso (région de Nagoya).
- Kishimen : udon, plat (Nagoya).
- Cuisine à base d'hamaguri[6] : divers plats faits de palourdes asiatiques de Nōbi (濃尾?) (raccourci de Mino-Owari (美濃・尾張?) (Kuwana).
- Tekone-zushi : type de sushi où du thon cru ou un autre poisson est mariné dans de la sauce soja puis déposé sur du riz vinaigré et recouvert de miettes de nori, etc. (sud de la péninsule de Shima préfecture de Mie).
- Hoba misu : cuisson dans une feuille de magnolia posée sur la grille d'un shichirin, un petit barbecue à charbon, remplie de miso, des légumes de saison, de la viande ou du tofu (Takayama).

### Kansai et Chugoku

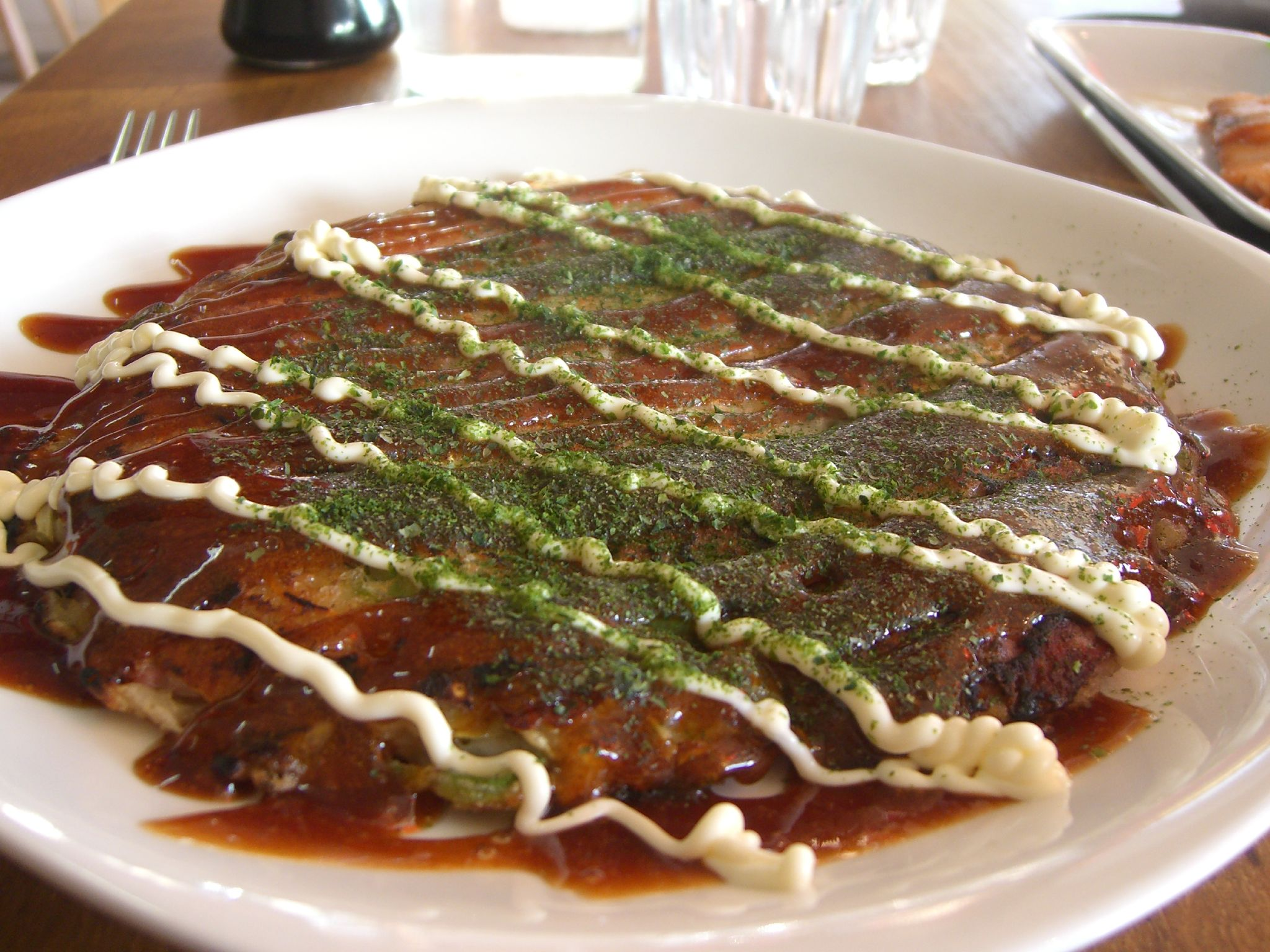
Okonomiyaki.

- Yudofu : tofu mijoté dans de l'eau chaude et du kombu mangé trempé dans diverses sauces (Kyoto).
- Osaka zushi : sushi de forme carrée, nommé hako zushi ou « sushi boîte » (Osaka).
- Funa zushi : style de sushi ancien de la préfecture de Shiga.
- Kitsune udon : udon chaud avec des aburaage, populaire à Osaka.
- Okonomiyaki : sorte de crêpe ou d'omelette typiquement japonaise dont il existe deux versions notables, l'une d'Hiroshima et l'autre d'Osaka.
- Horumon yaki-udon : sorte de yaki udon (Tsuyama).
- Takoyaki : boules de pâte cuite contenant contenant de la pieuvre, populaire dans tout le Japon (Osaka).
- Akashiyaki : sorte de takoyaki d'Akashi.
- Kibi dango (en) : dango de la région de Kibi préfecture d'Okayama.
- Demi-katsu : katsudon avec une sauce spéciale (Okayama).
- Izumo soba : type de soba de la province d'Izumo (préfecture de Shimane).
- Dote-nabe : nabemono d'huîtres, de tofu et de légume dans un bouillon à base de miso (préfecture d'Hiroshima).
- Fugu : apprécié à Shimonoseki, préfecture de Yamaguchi.

### Shikoku

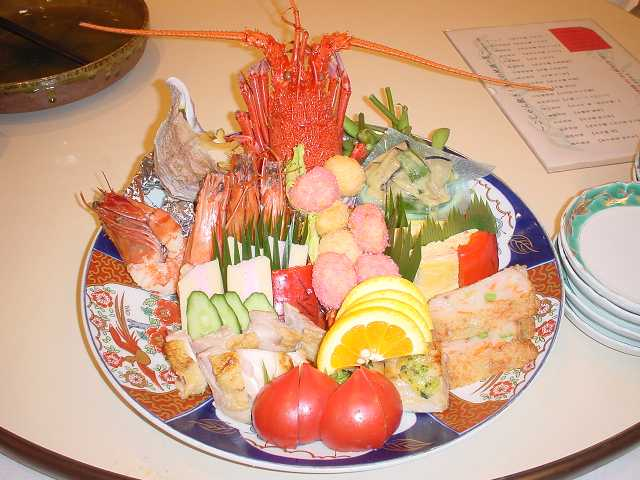
Sawachi ryori.

- Sanuki udon : un des plats les plus populaires de la région de Sanuki dans le nord-est de Shikoku ; les udons produites en cet endroit sont connues nationalement.
- Sawachi ryori : sashimi, des sushi mais plus récemment d'autres plats, présentés sur un grand plateau nommé sawachi (préfecture de Kōchi).
- Katsuo no tataki : bonite à ventre rayé hachée avec de la ciboule et servie avec du riz vinaigré (préfecture de Kōchi). Dans d'autres régions, cela désigne la bonite à ventre rayé poêlée.
- Sudachi : petit agrume mixé, râpé et ajouté à des plats de poisson dans la région de Tokushima pour donner une saveur distinctive l'été.

### Kyūshū

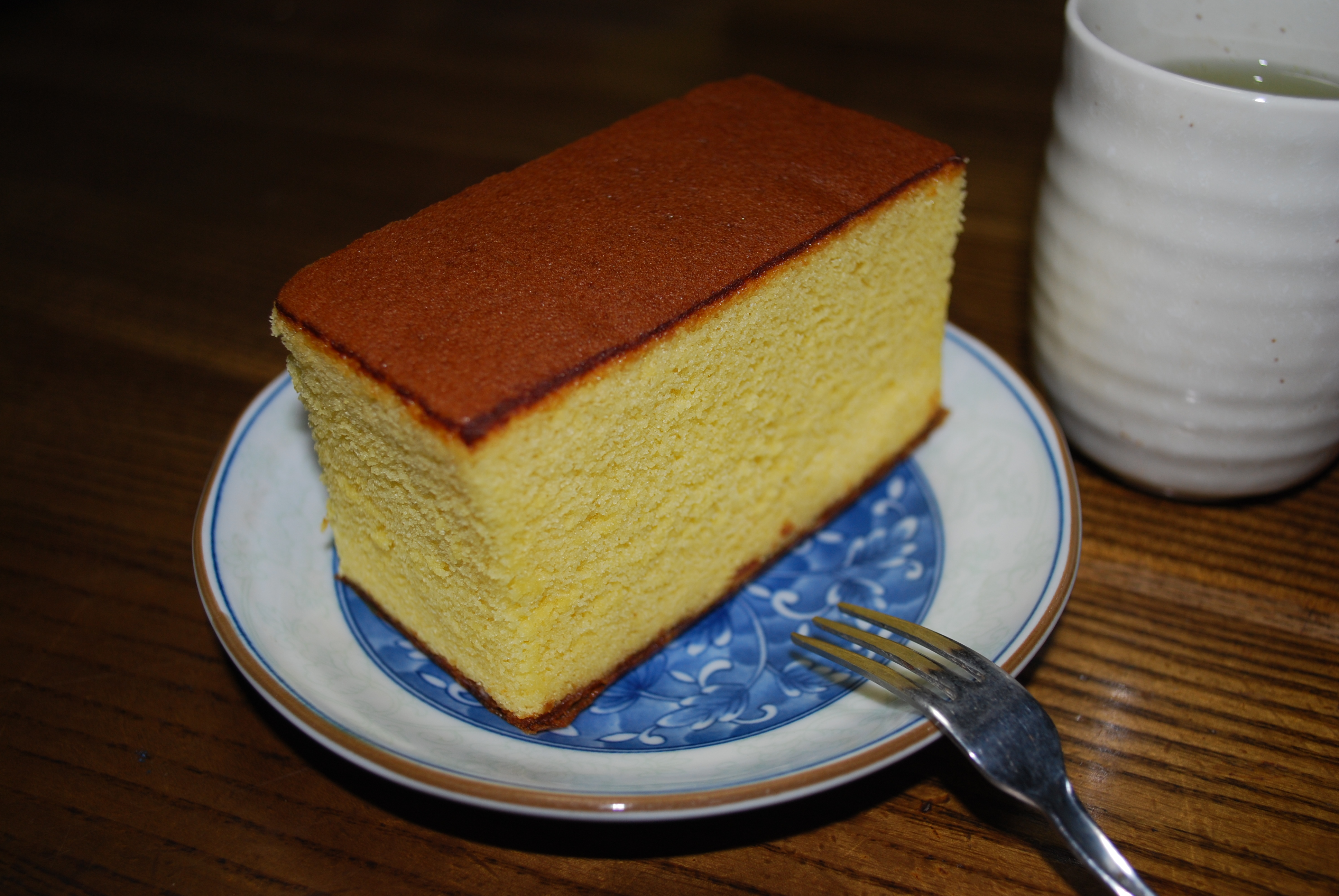
Un castella.

- Mizutaki : nabemono de poulet et de légumes servi avec du ponzu (préfecture de Fukuoka).
- Hakata ramen : nouilles servies dans un bouillon d'os de porc (tonkotsu) avec des garnitures spécifiques comme le beni shoga ou des graines de sésame. Les yatai à Hakata et Tenjin sont connus pour en vendre. De nombreux restaurants servant ce plat fonctionnent suivant un système connu sous le nom de kaedama (替え玉), où les clients qui ont fini de manger leurs nouilles peuvent demander d'avoir des nouilles supplémentaires pour finir leur bouillon pour un prix modique. Connu maintenant dans tout le Japon.
- Motsunabe (en) : nabemono d'abats de porc ou de bœuf (Fukuoka).
- Mentaiko : œufs de poisson épicés (Fukuoka).
- Champon : plat ressemblant à des ramen, avec des fruits de mer et des légumes cuits dans le même pot (Nagasaki).
- Castella : gâteau spongieux rectangulaire importé par les moines jésuites portugais installés à Nagasaki au XVIe siècle.
- Chicken namban : poulet frit trempé dans une sauce vinaigrée et servie avec une sauce tartare (préfecture de Miyazaki).
- Dango-jiru : soupe miso ou une soupe à base de sauce soja, contenant des nouilles de blé complet et des légumes, des champignons shimeji et du porc.
- Kakuni : poitrine de porc mijotée dans un bouillon de soja jusqu'à ce qu'elle soit très tendre (Nagasaki et Kagoshima).
- Tonkotsu : poitrine de porc et travers de porc, mijotés pendant plusieurs heures avec du konnyaku et du daikon dans un bouillon contenant du miso, du sucre brun et du shōchū. Répandu dans les izakaya et ekiben de la région de Kagoshima.
- Sake-zushi : type de sushi dont le riz est aromatisé au saké plutôt que du riz vinaigré. Servi garni de crevettes, dorade, pieuvre, shiitake, de pousses de bambou et d'omelette.
- Toriten : poulet tempura qui peut être trempé dans un sauce à base de soja (préfecture d'Oita).

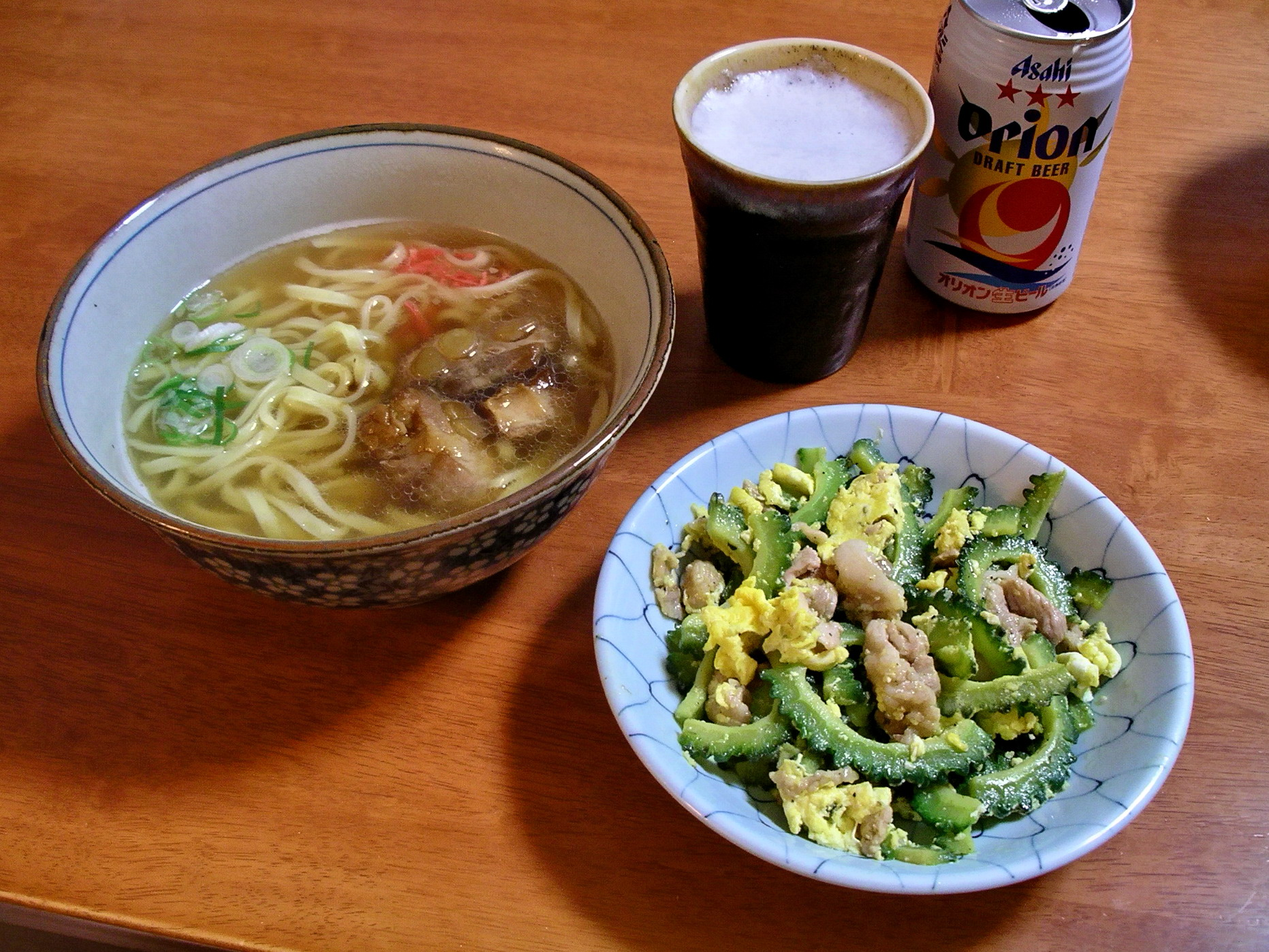
Soba et gōya chanpurū d'Okinawa avec une canette dOrion Beer, une marque locale de boisson.

### Okinawa
- Chanpurū : chanpurū (チャンプルー?), mélange de tofu, de légumes et de porc ou de n'importe quel ingrédient, le tout sauté dans une poêle.
  - Goya chanpuru : niga-uri (苦瓜?, lit. « melon amer ») ou gōya dans le dialecte d'Okinawa (appelé en français margose), avec d'autres légumes, du tofu, du porc ou du poisson.
  - Tōfu chanpuru : tofu ferme d'Okiniwa revenu à la poêle avec des légumes, du bacon, de la poitrine de porc émincée et du thon en boîte.
  - Naaberaa chanpuru : chanpuru avec du luffa.
- Rafute : poitrine de porc mijotée.
- Soki (en) : travers de porc mijotés.
- Okinawa soba (en) : soupe de nouilles souvent garnie avec du soki (soki-soba).
- Naaberaa Nbushii : luffa aromatisé au miso et revenu à la poêle.
- Taco rice (tako-raisu) : inventé dans les années 1960. Viande pour tacos servie sur un lit de riz avec de la laitue, de la tomate, du concombre, du fromage et de la sauce salsa.

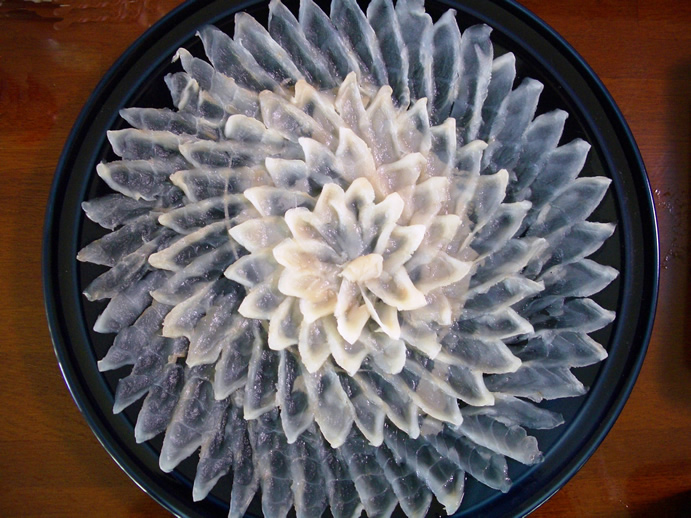
Fugu-sashi.

### Autre
- Cuisine fugu : différents plats à base de fugu, comme du sashimi ou des nabemono (préfecture de Yamaguchi, nord de Kyūshū et Osaka).
- Botan nabe : nabemono de sanglier (différentes régions, montagnes de Tanzawa dans la préfecture de Kanagawa et Tamba dans le Kansai).
- Basashi : sashimi de viande de cheval (régions de Kumamoto, Matsumoto et Tohoku).